# Pyrrhura emma
Il parrocchetto del Venezuela (Pyrrhura emma Salvadori, 1891) è un uccello della famiglia degli Psittacidae, diffuso esclusivamente in Venezuela.

## Descrizione
La specie misura circa 23 cm. Non vi è dimorfismo sessuale. Gli adulti hanno il capo marrone con macchie rosse sui lati e macchie auricolari bianche; sono presenti striature azzurre sulla gola e sulla parte posteriore del collo, mentre il petto è verde con striature gialle e una vistosa macchia rossa. Il rosso è presente anche sulla coda e sul dorso oltre che all'estremità superiore delle ali. Il resto del corpo è verde, mentre le penne remiganti sono azzurre. Il contorno degli occhi è bianco mentre gli occhi sono di colore marrone scuro. I giovani presentano colorazioni simili a quelle degli adulti ma con toni più smorzati; la macchia rossa addominale è meno estesa e hanno inoltre la coda più corta.

## Distribuzione e habitat
È un uccello endemico del Venezuela ed è diffuso prevalentemente nelle foreste umide di montagna lungo la cordillera del Venezuela settentrionale. Una delle due popolazioni di questa specie ha un areale che si estende tra gli stati di Yaracuy e Miranda, mentre l'altra è presente dallo stato di Anzoátegui fino agli stati di Sucre e Monagas settentrionale.